# Pidonia lurida
Pidonia lurida är en skalbaggsart som först beskrevs av Fabricius 1793.  Pidonia lurida ingår i släktet Pidonia och familjen långhorningar.
Artens utbredningsområde är:
- Frankrike.
- Ukraina.

Arten har ej påträffats i Sverige. Inga underarter finns listade i Catalogue of Life.

## Bildgalleri

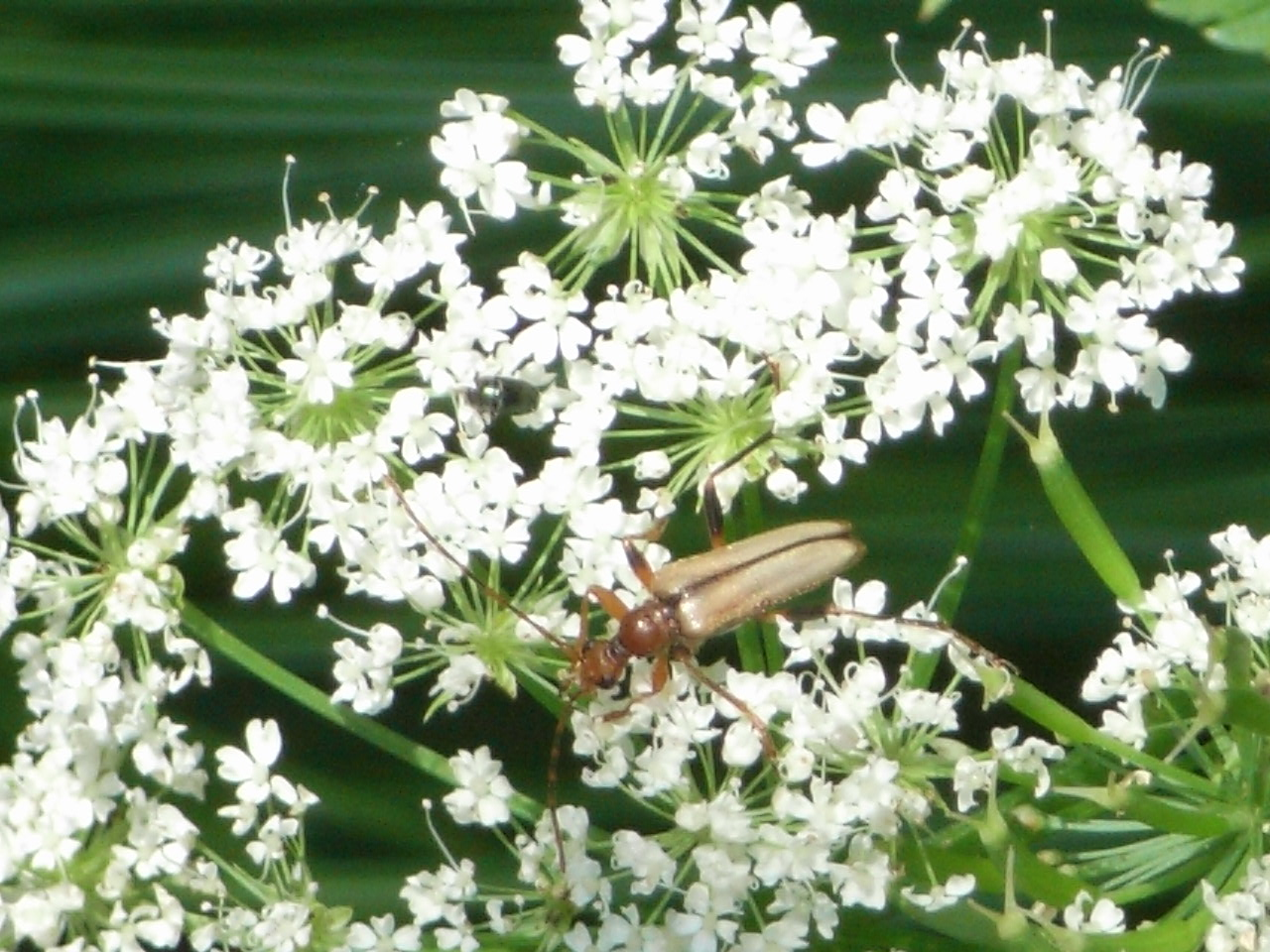
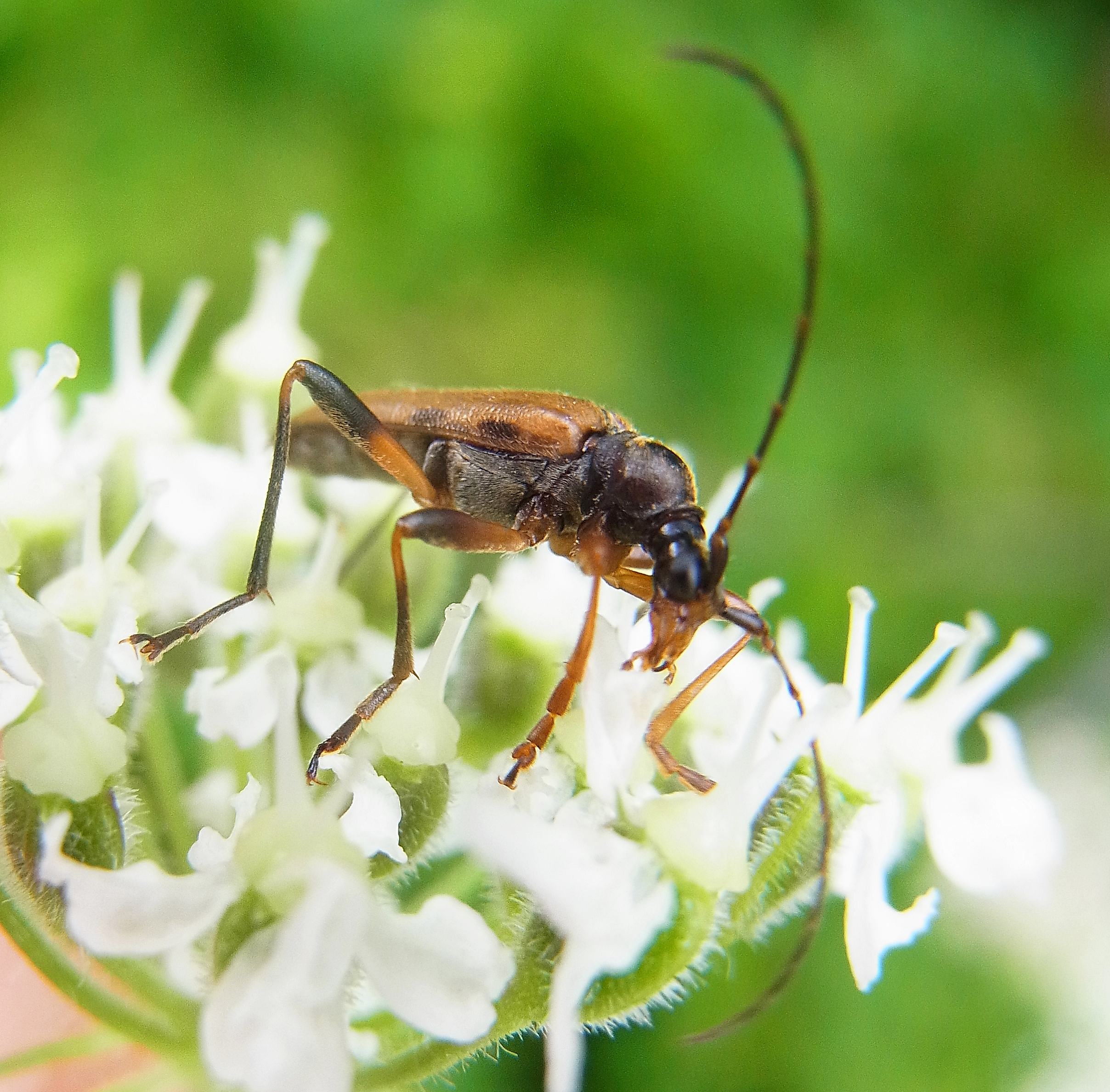
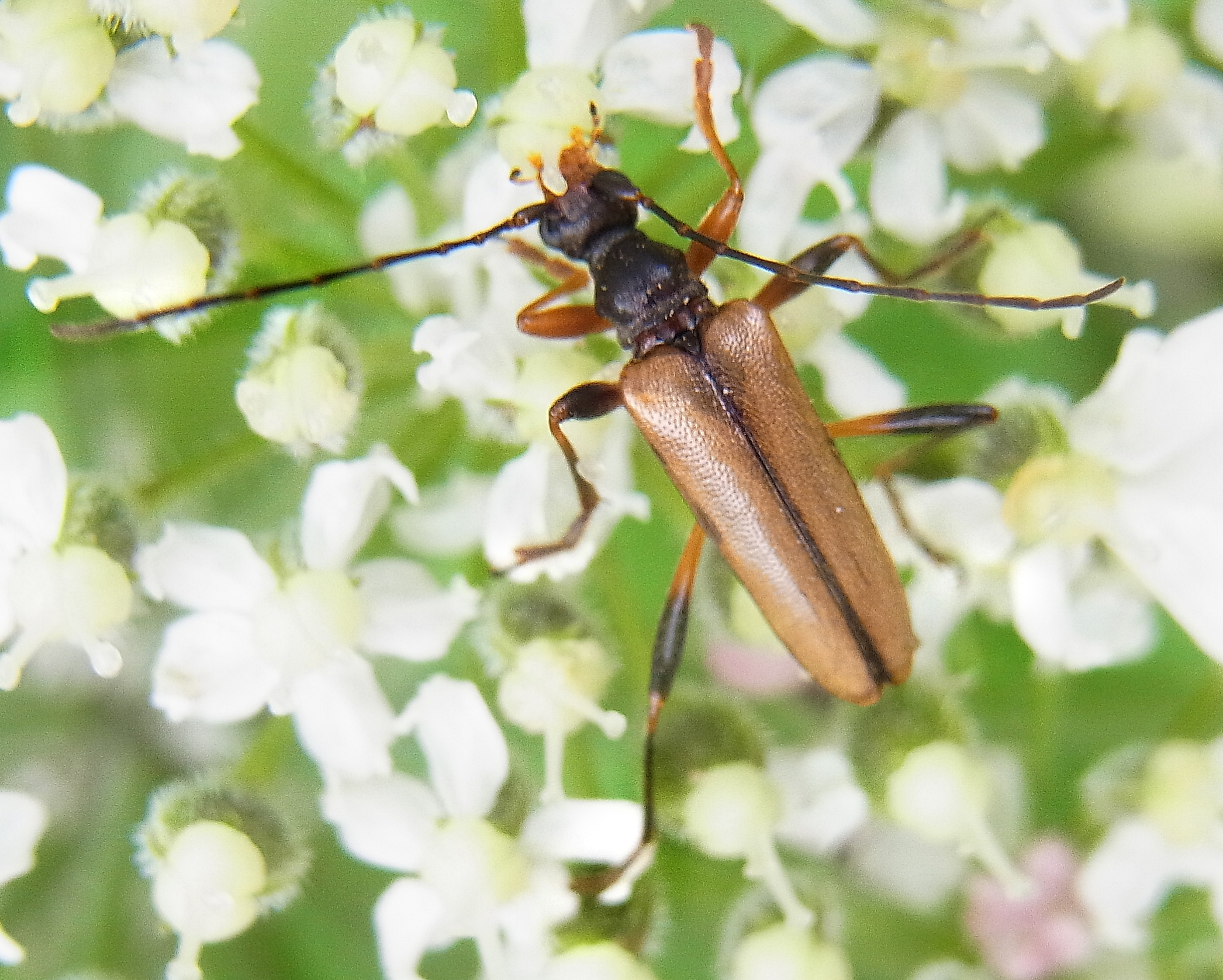
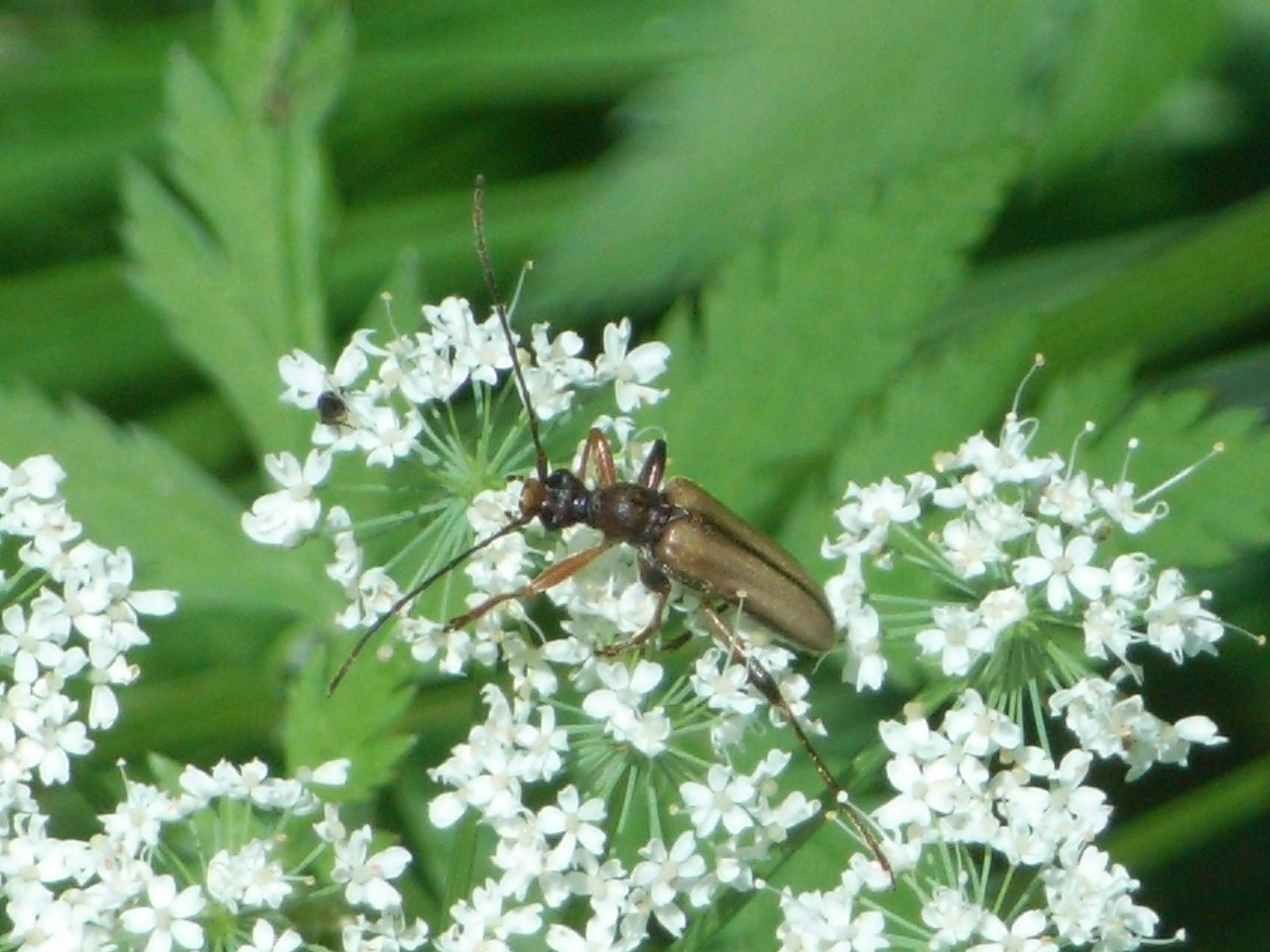
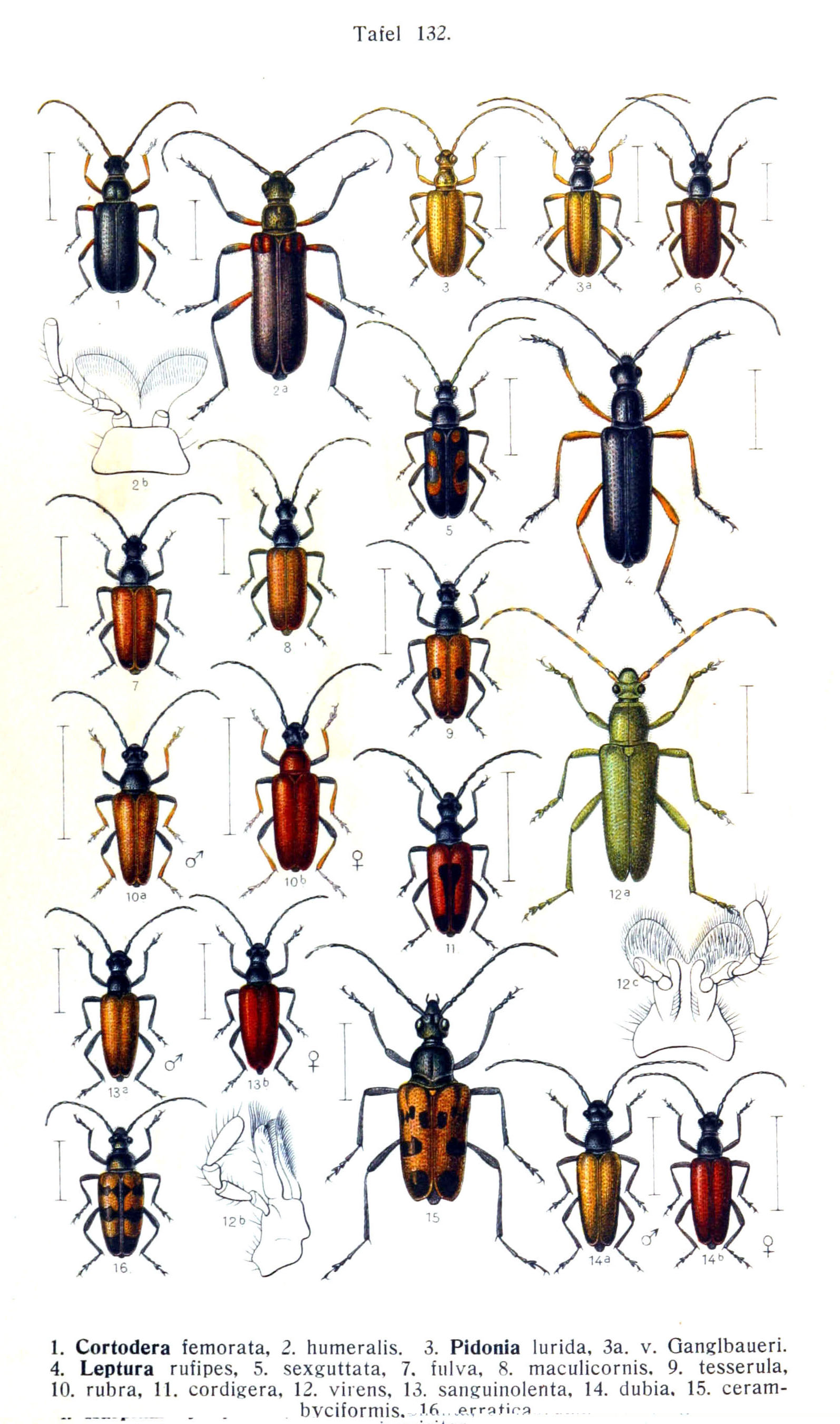